# Liste der Baudenkmale in Vielank
In der Liste der Baudenkmale in Vielank sind alle Baudenkmale der Gemeinde Vielank (Landkreis Ludwigslust-Parchim) und ihrer Ortsteile aufgelistet (Stand: August 2020).

## Alt Jabel
| ID | Lage                                       | Bezeichnung                                | Beschreibung | Bild                          |
| -- | ------------------------------------------ | ------------------------------------------ | --- | ----------------------------- |
|    | Kirchweg 8 (Karte)                         | Hallenhaus                                 | |                               |
|    | Kirchweg 11 (Karte)                        | Wohnhaus                                   | |                               |
|    | Kirchweg 15 (Karte)                        | Pfarrgehöft mit Wohnhaus und zwei Scheunen | |                               |
|    | Kirchweg / Ecke Straße des Aufbaus (Karte) | Denkmal für 1813                           | |                               |
|    | Friedhof (Karte)                           | Friedhofskapelle                           | |                               |
|    | Kirchweg (Karte)                           | Kirche                                     | Neugotische Backsteinkirche von 1908 mit eingezogenen Chor, erbaut nach Plänen des Architekten Friedrich Pries neben der Ruine der Michaeliskirche.                       | Kirche                        |
|    | Kirchweg (Karte)                           | Kirchenruine (Friedensstraße)              | Ruine der gotischen Michaeliskirche von um 1256 aus Feldstein und mit Rundbogen, die bis um 1908 bestand; danach wurde der hölzerne Turm abgetragen und der Rest verfiel. | Kirchenruine (Friedensstraße) |
|    | Langer Grund 1 (Karte)                     | Scheune                                    | |                               |
|    | Platz der Freiheit 2 (Karte)               | Wohnhaus                                   | |                               |
|    | Platz der Freiheit (Karte)                 | Mahnmal                                    | |                               |
|    | Am Bahnhof 12 (Karte)                      | Bahnhof mit Güterschuppen                  | | Bahnhof mit Güterschuppen     |
|    | Straße des Aufbaus 1 (Karte)               | Büdnerei                                   | |                               |
|    | Straße des Aufbaus 2 (Karte)               | Wohnhaus („Witwenhaus“ mit Stall)          | |                               |
|    | Straße des Aufbaus 4 (Karte)               | Wohnhaus                                   | |                               |
|    | Straße des Aufbaus 16 (Karte)              | Wohnhaus                                   | |                               |
|    | Straße des Aufbaus 18 (Karte)              | Wohnhaus                                   | |                               |

## Hohen Woos
| ID | Lage                | Bezeichnung                               | Beschreibung | Bild |
| -- | ------------------- | ----------------------------------------- | ------------ | ---- |
|    | Dorfplatz 3 (Karte) | Wohnhaus und Hallenhaus                   |              |      |
|    | Dorfplatz           | Hallenhaus und Brunnen aus Sandstein      |              |      |
|    | Dorfplatz 6 (Karte) | ehemalige Schule                          |              |      |
|    | Dorfplatz 7 (Karte) | Hallenhaus                                |              |      |
|    | Dorfplatz (Karte)   | Baumbestand und Gefallenendenkmal 1914/18 |              |      |
|    | Hof Döscher (Karte) | Wohnhaus                                  |              |      |
|    |                     | Wasserturm/Trafohaus                      |              |      |

## Laupin
| ID | Lage                            | Bezeichnung                 | Beschreibung | Bild |
| -- | ------------------------------- | --------------------------- | ------------ | ---- |
|    | Lerchenweg 3 (Karte)            | Häuslerei                   |              |      |
|    | Ludwigsluster Straße 13 (Karte) | Hallenhaus                  |              |      |
|    | Ludwigsluster Straße 15 (Karte) | Hallenhaus                  |              |      |
|    | Ludwigsluster Straße 16 (Karte) | Hallenhaus                  |              |      |
|    | Ludwigsluster Straße            | Gefallenendenkmal 1914/1918 |              |      |

## Tewswoos
| ID | Lage                       | Bezeichnung                 | Beschreibung | Bild |
| -- | -------------------------- | --------------------------- | ------------ | ---- |
|    | Am Berg 4 (Karte)          | Scheune                     |              |      |
|    | Am Berg 7 (Karte)          | Häuslerei                   |              |      |
|    | Bauernring 3 (Karte)       | Scheune                     |              |      |
|    | Bauernring 7 (Karte)       | Hallenhaus                  |              |      |
|    | Bauernring 11 (Karte)      | Hallenhaus                  |              |      |
|    | Büdnerstraße 36 (Karte)    | Büdnerei                    |              |      |
|    | Büdnerstraße 37 (Karte)    | Büdnerei                    |              |      |
|    | Dömitzer Straße 3 (Karte)  | Büdnerei                    |              |      |
|    | Dömitzer Straße 9 (Karte)  | Hallenhaus                  |              |      |
|    | Dömitzer Straße 13 (Karte) | Hallenhaus                  |              |      |
|    | Dömitzer Straße            | Gefallenendenkmal 1914/1918 |              |      |
|    | Zum Briesen 20 (Karte)     | Häuslerei                   |              |      |

## Woosmer
| ID | Lage                        | Bezeichnung                           | Beschreibung | Bild |
| -- | --------------------------- | ------------------------------------- | ------------ | ---- |
|    | Bäckerstraße 5 (Karte)      | Hallenhaus                            |              |      |
|    | Friedhof (Karte)            | Soldatengrab                          |              |      |
|    | Hauptstraße 13 (Karte)      | Häuslerei                             |              |      |
|    | Hauptstraße 15 (Karte)      | Häuslerei                             |              |      |
|    | Hauptstraße 19 (Karte)      | Häuslerei                             |              |      |
|    | Hauptstraße 22 (Karte)      | Häuslerei                             |              |      |
|    | Hauptstraße 28 (Karte)      | Hallenhaus                            |              |      |
|    | Hauptstraße 30 (Karte)      | Bauernhof mit Wohnhaus und 2 Scheunen |              |      |
|    | Hauptstraße 32 (Karte)      | Wohnhaus/Wirtschaftsteil              |              |      |
|    | Hauptstraße 40 (Karte)      | Wohnhaus/Wirtschaftsteil              |              |      |
|    | Schlonsberger Weg 1 (Karte) | Büdnerei                              |              |      |
|    | Schlonsberger Weg (Karte)   | Glocke (im modernen Glockenstuhl)     |              |      |
|    | Zum Blau 4 (Karte)          | Hallenhaus                            |              |      |

## Vielank
| ID | Lage                 | Bezeichnung                                | Beschreibung | Bild |
| -- | -------------------- | ------------------------------------------ | ------------ | ---- |
|    | Bauernring (Karte)   | Gedenkstein zur Vollgenossenschaftlichkeit |              |      |
|    | Platz der DSF        | Gefallenendenkmal 1914/18                  |              |      |
|    | Straße der Jugend 20 | Hallenhaus                                 |              |      |

## Woosmerhof
| ID | Lage           | Bezeichnung                | Beschreibung | Bild |
| -- | -------------- | -------------------------- | ------------ | ---- |
|    | Nr. 17 (Karte) | Bauernhaus/Wirtschaftsteil |              |      |

## Ehemalige Denkmale nach Ortsteil

### Alt Jabel
| ID | Lage    | Bezeichnung      | Beschreibung | Bild |
| -- | ------- | ---------------- | ------------ | ---- |
|    | (Karte) | ehemalige Schule |              |      |

### Woosmer
| ID | Lage                       | Bezeichnung | Beschreibung | Bild |
| -- | -------------------------- | ----------- | ------------ | ---- |
|    | Wehninger Straße 9 (Karte) | Büdnerei    |              |      |